# 벌들의 비밀 생활
《벌들의 비밀 생활》(영어: The Secret Life of Bees)은 2008년 개봉한 미국의 드라마 영화이다. 수 멍크 키드가 쓴 동명 소설을 각색하였으며, 지나 프린스바이스우드가 감독했다. 로런 슐러 도너, 윌 스미스 등이 제작을 맡았고, 제이다 핑킷 스미스가 책임 제작자로 참여했다.

## 줄거리
1964년, 백인 소녀 릴리 오언스는 사우스캐롤라이나주(SC) 복숭아 과수원에 살고 있다. 10년 전 네 살이었던 릴리는 어머니 데버라와 아버지 T. 레이가 싸우던 중 데버라의 총이 바닥에 떨어지자 데버라에게 총을 돌려 주려고 이를 주워 들었는데 이때 사고로 총이 발사돼 데버라가 사망하였다. T. 레이는 거칠고 폭력적인 성격으로 종종 릴리에게 화를 낸다.
20대 흑인인 하녀 로절린은 정치 의식이 높으며 자부심도 강하다. 7월 2일에 1964년 민권법이 발효되고 흑인 차별이 공식 철폐된다. 하지만 릴리의 14번째 생일날 로절린은 극단적인 백인 우월주의자 셋에게 맞서다가 얻어맞고, 체포 후 교도소에 보내지기 전 병원에 입원한다. 릴리는 T. 레이와 말다툼한 후 로절린이 병원에서 탈출하는 것을 돕는다. 릴리가 비밀리에 간직해 온 데버라의 유품 중에는 뒷면에 “흑인 마리아(Black Madonna), 티부론, SC”라고 적힌 흑인 마리아 그림이 있다. 이렇게 해서 티부론은 릴리와 로절린의 최종 목적지가 된다.
둘은 이틀에 걸쳐 티부론에 도착한 뒤 오거스트(8월), 준(6월), 메이(5월) 보트라이트 자매의 집에 도달한다. 오거스트는 양봉가로서 수완을 발휘해 성공적인 사업을 구축했다. 또한 오거스트는 거실에서 흑인 마리아에게 정기적으로 기도하는 흑인 여성 모임을 이끌고 있다. 저간의 사정에 대한 릴리의 거짓말에도 불구하고, 오거스트는 둘을 일꾼으로 받아들인다. 릴리는 견습 양봉가가 되고, 마음이 약한 메이가 자신을 괴롭힌 사건들에 대해 적은 쪽지를 가득 꽂아 둔 통곡의 벽을 발견한다.
이윽고 릴리는 기도회 일원의 10대 아들이자 오거스트의 보조 양봉가인 잭에게 비밀을 털어놓는다. 릴리와 잭은 영화를 보러 가서 인종 분리 정책을 무시한 채 함께 유색 인종 구역에 앉아 있다가 잭이 폭행을 당하고 납치된다. 준과 오거스트는 메이의 정신 상태를 보호하려고 잭의 납치 사실을 숨기지만, 잭의 어머니가 메이에게 이 불행한 소식을 알리고 만다. 슬픔에 잠긴 메이는 잭이 살아 돌아올 것을 알고 있다는 유서를 남긴 채 심적 고통에서 벗어나기 위해 물에 빠져 자살하고, 실제로 다음 날 잭이 돌아온다.
메이의 장례식에서 마침내 화해와 진실의 순간이 찾아온다. 자부심이 강한 준은 오래 교제한 남자친구와 결혼하기로 한다. 로절린은 줄라이(7월)라는 이름으로 가족 구성원이 되어달라는 요청을 받는다. 릴리는 자신이 어머니 데버라를 죽인 것으로도 모자라 이제는 잭의 납치와 메이의 죽음마저 유발했다는 죄책감에 사로잡혀 이곳을 떠나려 한다. 데버라가 자신을 버리려 했다는 T. 레이의 말을 믿는 릴리는 애정 결핍 증상이 심해지면서 꿀 몇 병을 벽에 던져 깨 버린다. 오거스트는 이런 릴리의 자기 확신에 의문을 제기하며, 데버라가 어렸을 적 버지니아주에서 살 때 자신이 그녀를 보모로서 보살폈고 나중에 T. 레이에게 학대를 당해 이곳을 찾아왔을 때 보호하기도 했다고 밝힌다.
한편 T. 레이는 릴리의 방 벽에 붙어 있던 지도의 압정 구멍을 토대로 릴리가 있는 장소가 티부론임을 유추해 낸다. 그는 릴리를 집에 데려가려고 양봉장을 찾아오지만 릴리는 떠나기를 거부하고, 오거스트, 준, 로절린이 릴리를 굳건히 지지한다. T. 레이는 분노하면서 마지못해 릴리가 보트라이트 농장에서 자라도록 맡긴다. 떠나기 직전 T. 레이는 그간 릴리에게 거짓말을 해 왔음을 시인하며, 데버라는 자신을 떠나기로 결정한 뒤 릴리를 데려가려고 집에 돌아왔었다고 고백한다.

## 출연진
- 다코타 패닝 - 릴리 오언스 역
  - 에밀리 앨린 린드 - 릴리 오언스 아역
- 퀸 라티파 - 오거스트 보트라이트역
- 제니퍼 허드슨 - 로절린 “줄라이” 보트라이트데이즈 역
- 얼리샤 키스 - 준 보트라이트 역
- 소피 오커네이도 - 메이 보트라이트 역
- 폴 베터니 - T. 레이 오언스 역: 릴리의 아빠.
- 힐러리 버턴 - 데버라 오언스 역: 릴리의 엄마.
- 트리스턴 와일즈 - 잭 테일러 역: 오거스트의 조수이자 릴리의 애정 상대.
- 네이트 파커 - 닐 역
- 숀드렐라 에이버리 - 그레타 테일러 역: 잭의 엄마.